# Rhabdodontomorpha
Rhabdodontomorpha è un clade estinto di dinosauri iguanodonti basali vissuto nel Cretaceo inferiore-superiore, circa 125-66 milioni di anni fa (Aptiano-Maastrichtiano), in Europa ed Australia. Questo gruppo è stato nominato nel 2016 nel contesto della descrizione, basata sulla scoperta di un antico membro di rhabdontide spagnolo. Fu condotta un'analisi cladistica in cui si scoprì che Muttaburrasaurus era il sister taxon di Rhabdodontidae sensu Weishampel. Pertanto, Paul-Emile Dieudonné, Thierry Tortosa, Fidel Torcida Fernández-Baldor, José Ignacio Canudo e Ignacio Díaz-Martínez hanno definito Rhabdodontomorpha come un clade nodo: il gruppo costituito dall'ultimo antenato comune di Rhabdodon priscus (Matheron, 1869) e Muttaburrasaurus langdoni (Bartolomeo e Molnar, 1981); e tutti i suoi discendenti. All'interno del clade sono inclusi anche Zalmoxes e Mochlodon.
Il gruppo comprende piccoli o grandi animali erbivori bipedi dall'Europa e dal Gondwana. Il gruppo deve essersi separato dagli altri gruppi di iguanodonti durante il Giurassico medio.